# Cololejeunea ninguana
Cololejeunea ninguana là một loài Rêu trong họ Lejeuneaceae. Loài này được Tixier mô tả khoa học đầu tiên năm 1979.